# Анђео независности
Анђео независности (шп. Ángel de la Independencia), најчешће познат под скраћеним именом Анђео (шп. El Ángel) и званично познат као Споменик независности (шп. Monumento a la Independencia) споменик је смештен на кружном току на главној саобраћајници Пасео де ла Реформа у центру Мексико Ситија.
Споменик је саграђен 1910. године за време председништва Порфирија Дијаза, а пројектовао га је архитекта Антонио Ривас Меркадо, у знак обележавања стогодишњице почетка Мексичког рата за независност. У каснијим годинама од њега је направљен маузолеј за најважније јунаке тог рата. То је једно од најпрепознатљивијих обележја у Мексико Ситију и постало је жариште прослава и протеста. 